# Železniční stanice Tel Aviv darom

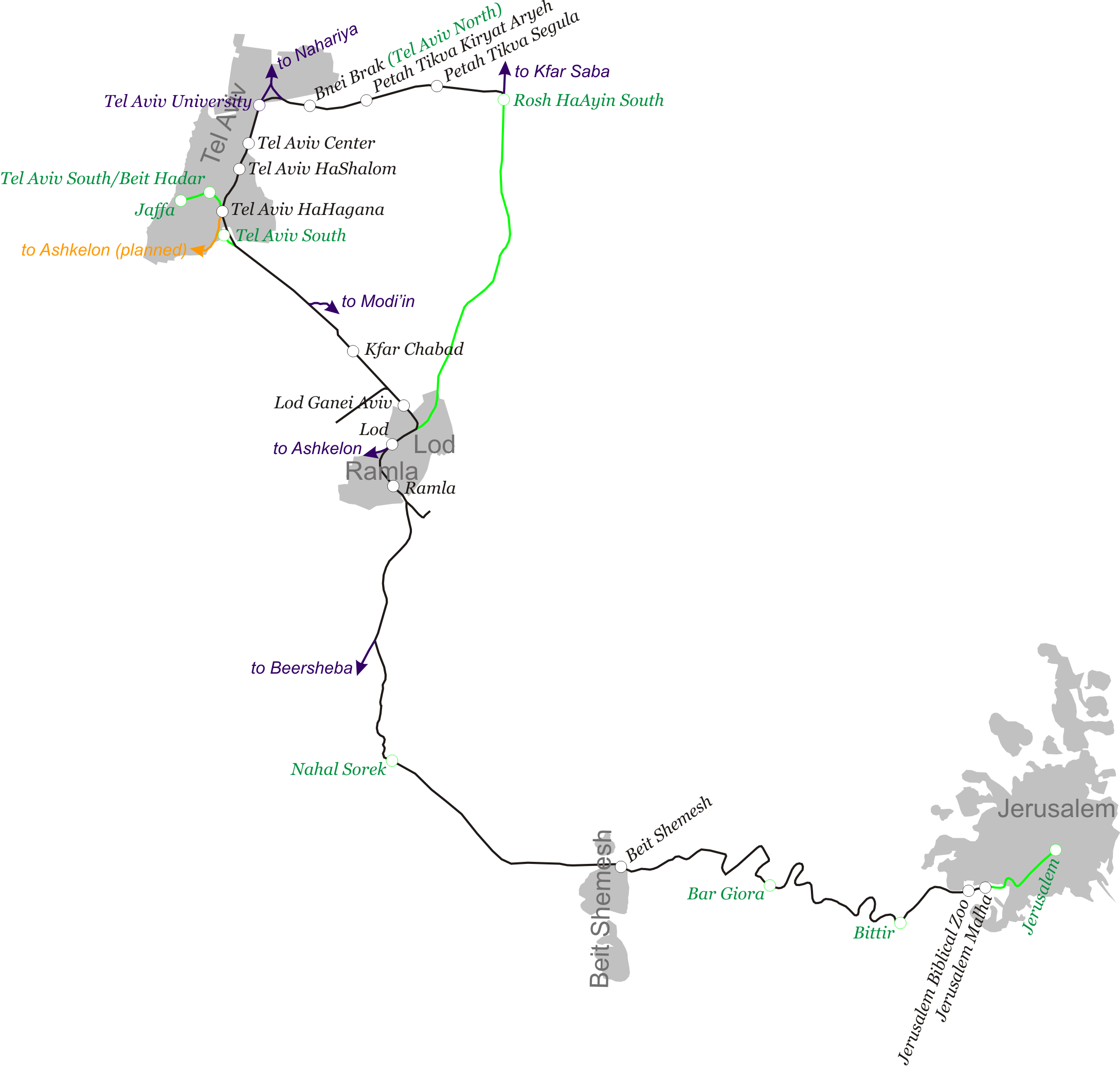
Schéma vývoje trasy a rozložení stanic na trati Tel Aviv-Jeruzalém

Železniční stanice Tel Aviv darom (hebrejsky: תחנת הרכבת תל אביב דרום, Tachanat ha-rakevet Tel Aviv darom, doslova železniční stanice Tel Aviv jih) je bývalá železniční stanice na železniční trati Tel Aviv-Jeruzalém v Izraeli.
Leží v nadmořské výšce cca 20 metrů cca 3,5 kilometru jihovýchodně od centra Tel Avivu, na jižním okraji zástavby města nedaleko toku Nachal Ajalon. Na západě s ní sousedí čtvrtě Kirjat Šalom a Šim'on, na východě Šchunat Ezra. Podél východního okraje prostoru stanice prochází dálnice číslo 1, která se severně odtud spojuje s dálnicí číslo 20, čímž vzniká takzvaná Ajalonská dálnice. Ve východozápadním směru je zde kříží třída Derech Kibuc Galujot.
Původním výchozím bodem železniční trati byla Jaffa. Provoz mezi Jaffou a Jeruzalémem začal roku 1892. Teprve od počátku 20. století vznikal severně a severovýchodně od Jaffy Tel Aviv a trať vedla jeho ulicemi. V roce 1948 byla zrušena původní výchozí železniční stanice Jafo a vlaky vyjížděly z Tel Avivu. Nádraží tehdy stálo poblíž ulic ha-Rakevet a Jehuda Halevy blíže centru města. Odtud bylo nádraží přesunuto do této lokality na jižním okraji města roku 1970. Vzhledem k odlehlé poloze ale přesun nádraží vedl k poklesu zájmu o vlakovou dopravu. V roce 1993 byla stanice Tel Aviv darom zrušena, protože byla dokončena nová Ajalonská železniční trať podél Ajalonské dálnice s novými stanicemi. Staniční areál byl ovšem zachován a slouží pro výcvikové a manipulační účely.